# (1802) Zhang Heng
(1802) Zhang Heng est un astéroïde de la ceinture principale découvert le 9 octobre 1964 à l'observatoire de la Montagne Pourpre. Sa désignation provisoire était 1964 TW1. 
Il est nommé en l'honneur du mathématicien et astronome Zhang Heng.